# Джої (телесеріал)
Джої (англ. Joey) — американський комедійний телевізійний серіал, що транслювався каналом NBC з 9 вересня 2004 до 7 березня 2006. Серіал також показали в інших країнах (у тому числі й в Україні) і виданий на DVD.
Головний герой серіалу — Джої Тріббіані (Метт Леблан) персонаж популярного телесеріалу «Друзі» (англ. Friends), який вирушив до Лос-Анджелесу, щоб почати новий етап своєї акторської кар'єри.
В Україні серіал показували канали 1+1 та Новий канал.

## Сюжет
Джої Тріббіані, що прагне здійснити свою мрію і стати зіркою кіно, переїздить з Нью-Йорка до Лос-Анджелеса, де живуть його сестра, Джина, і двадцятирічний племінник-вундеркінд Майкл (Пауло Костанцо). У нього з'являються й нові друзі — Алекс (Андреа Андерс) і Зак (Міґель А. Нуньєз). На новому місці Джої зіштовхується з новими проблемами, як професійного, так і особистого характеру.

## Історія знімання
Перша серія вийшла на екрани 8 вересня 2004 року. Услід за першим сезоном (2004—2005) на екрани вийшов другий (2005—2006). Проте рейтинги серіалу не були високими.
Не витримавши конкуренції в ефірі, «Джої» опинився серед низькорейтингових програм на NBC. З цієї причини, 15 травня 2006 року канал припинив трансляцію шоу. NBC так і не показала зняті епізоди другого сезону, що залишилися, проте в інших країнах серіал його показали повністю.

## Нагороди
- «Джої» одержав нагороду «Вибір глядачів» як найкращий комедійний серіал, а Мет Леблан став найкращим виконавцем чоловічої ролі на телебаченні.
- Мет Леблан був номінований на Золотий глобус у номінації «Найкращий актор телевізійної комедії або мюзиклу».

## Цікаві факти
- П'ятий і тринадцятий епізоди знімалися під керівництвом Девіда Швіммера, що виконував роль Росса в телесеріалі «Друзі».
- Різниця у віці між Дреа де Маттео і Пауло Костанцо, що грають матір і сина, складає шість років.
- Дженніфер Кулідж, що виконувала в серіалі роль агента Джо, Бобі, знімалася в епізодичній ролі в серіалі «Друзі», де грала Аманду, стару подругу Моніки і Фібі.
- Адам Голдберг, виконував роль одного з кращих друзів Джо — Джиммі, знімався також в епізодичній ролі серіалу «Друзі», сусіда-психа Чендлера — Едді.